# Parkano
Parkano − miasto i gmina w Finlandii w regionie Pirkanmaa. Zamieszkane przez 6 983 osób. Powierzchnia wynosi 909,66 km², z czego 57,5 km² stanowi woda.
Gmina została utworzona w 1867 roku. W 1972 Parkano uzyskało status miasta targowego (kauppala), a pięć lat później prawa miejskie.
W Parkano znajdują się dwie stacje kolejowe. Nowsza - Parkano - została otwarta w 1971 roku na nowej linii Tampere – Seinäjoki i znajduje się około 6 km od centrum miasta. Starsza stacja została przemianowana na Kairokoski, znajduje się na linii Haapamäki – Pori, która przebiega również przez stację Parkano.

## Sąsiadujące gminy
- Ikaalinen
- Jalasjärvi
- Jämijärvi
- Kankaanpää
- Karvia
- Kihniö
- Ylöjärvi

## Wsie
Yliskylä, Alaskylä, Kuivasjärvi, Lapinneva, Linnankylä, Nerkoo, Raivaluoma, Sydänmaa, Vahojärvi, Vuorijärvi, Aurejärvi, Kairokoski, Lamminkoski, Jokiharju, Jaakkolankylä i Pahkala.